# Jörgen Ohlin
Jörgen Ohlin (19 de diciembre de 1937 – 21 de marzo de 2013) fue un jugador de fútbol profesional sueco que jugaba en la demarcación de defensa. Debutó en 1956 a la edad de 19 años en el Malmö FF, jugando un total de 271 partidos y marcando un total de 8 goles antes de retirarse en el mismo club. Más tarde fue elegido miembro de la junta del club, donde se desempeñó entre 1980 y 1999. Tras irse del club fue nombrado miembro honorario del club por sus esfuerzos y dedicación.
Jörgen Ohlin falleció el 21 de marzo de 2013.

## Clubes
| Club     | País   | Año         |
| -------- | ------ | ----------- |
| Malmö FF | Suecia | 1956 - 1968 |

## Palmarés
- Allsvenskan (2): 1965 y 1967
- Copa de Suecia: 1967